# Camelina grandiflora
Camelina grandiflora är en korsblommig växtart som beskrevs av Pierre Edmond Boissier. Camelina grandiflora ingår i släktet dådror, och familjen korsblommiga växter. Inga underarter finns listade i Catalogue of Life.